# 江西省宁师中学
江西省宁师中学是中华人民共和国内的一所公立普通高中。位于江西省赣州市宁都县，被该省教育厅评估为“省重点建设中学”。

## 历史沿革
1978年，宁都县第二中学高中部创立。2005年9月，宁都县第二中学高中部迁至宁都县第三中学。2011年宁都县第三中学高中部和宁都五中高中部合并成为一所高级中学，被命名为宁师中学。